# Mitja Viler
Mitja Viler (Capodistria, 1º settembre 1986) è un ex calciatore sloveno, di ruolo difensore.

## Palmarès

### Club

#### Competizioni nazionali
- Campionato sloveno: 7

Koper: 2009-2010
Maribor: 2010-2011, 2011-2012, 2012-2013, 2014-2015, 2016-2017, 2018-2019
- Coppa di Slovenia: 5

Koper: 2005-2006, 2006-2007
Maribor: 2011-2012, 2012-2013, 2015-2016